# Iris (Van Gogh)
Iris és una pintura a l'oli realitzada per Van Gogh el 1889, actualment exposada al Getty Center, de Los Angeles, Califòrnia.
És una de les primeres obres que pintà quan residia a l'asil de Saint Paul-de-Mausole, a Sant Romieg de Provença, França, l'any que precedí la seva mort. El quadre té influències de les pintures japoneses ukiyo-e, com molts dels seus treballs i els d'altres artistes de l'època. Iris no expressa pas la "tensió" de les seves obres ulteriors. Parlant de pintar, Van Gogh en deia que era «el remei de la meva malaltia», perquè considerava que podia evitar tornar-se boig si continuava pintant.
Van Gogh considerava aquesta pintura com un estudi, cosa que explica per què no se'n coneix cap esbós, mentre que Théo, el seu germà, va comprendre de seguida que era un quadre important, i el va presentar a l'exposició anual de la Societat Artistes Independents, el setembre de 1889, amb un altre quadre de Van Gogh, La nit estelada sobre el Roine.
L'escriptor Octave Mirbeau en fou el primer propietari, el 1891, després d'haver-lo comprat al pare Tanguy, amb Els gira-sols, per un total de 600 francs les dues teles.
El 1987, aquest quadre hauria pogut ser la pintura més cara del món. Aquest fals rècord es va mantenir dos anys i mig, fins que l'australià Alan Bond va reconèixer que havia fet una licitació massa agosarada i que no podia pagar. Aleshores, Christie's va negociar amb el Getty Center la seva compra.